# Unione Sportiva Cagliari 1964-1965
Questa voce raccoglie le informazioni riguardanti l'Unione Sportiva Cagliari nelle competizioni ufficiali della stagione 1964-1965.

## Stagione
Nella stagione 1964-1965 il Cagliari disputa il campionato di Serie A, con 34 punti in classifica si piazza in sesta posizione appaiato al Bologna. Lo scudetto è stato vinto dall'Inter con 54 punti, al suo nono scudetto, davanti al Milan con 51 punti ed al Torino terzo con 44 punti. Retrocedono in Serie B il Genoa con 28 punti, il Messina con 22 punti ed il Mantova con 21 punti.
Il mediano Pierluigi Cera con 34 presenze non ha saltato nessuna partita del torneo, mentre Luigi Riva con nove reti è stato il miglior realizzatore in campionato dei sardi. In Coppa Italia i rossoblù superano il Livorno (2-4) al primo turno, la Spal (1-0) al secondo, l'Atalanta (5-0) negli ottavi, prima di cedere il passo all'Inter nei quarti (6-3) dopo i tempi supplementari.

## Calciomercato
| Acquisti         | Acquisti               | Acquisti | Acquisti                                      |
| R.               | Nome                   | da       | Modalità                                      |
| ---------------- | ---------------------- | -------- | --------------------------------------------- |
| D                | Comunardo Niccolai     | Torres   | definitivo                                    |
| C                | Pierluigi Cera         | Verona   | definitivo                                    |
| C                | Nené                   | Juventus | prestito quadriennale con obbligo di riscatto |
| C                | Bruno Visentin         | Lazio    | definitivo                                    |
| A                | Felix Alberto Gallardo | Milan    | prestito                                      |
| Altre operazioni |                        |          |                                               |
| R.               | Nome                   | da       | Modalità                                      |
| D                | Valeriano Barbiero     | Padova   | prestito                                      |

| Cessioni         | Cessioni         | Cessioni   | Cessioni   |
| R.               | Nome             | a          | Modalità   |
| ---------------- | ---------------- | ---------- | ---------- |
| C                | Oscar Lorenzi    | Pro Patria | definitivo |
| A                | Danilo Torriglia | Livorno    | definitivo |
| Altre operazioni |                  |            |            |
| R.               | Nome             | a          | Modalità   |
| D                | Rosario Grottola | Torres     | definitivo |
| C                | Claudio Varsi    | Torres     | definitivo |
| A                | Renato Ronconi   | Torres     | definitivo |

## Risultati

### Serie A

#### Girone di andata
| Arbitro: | Roversi (Bologna) |

|                                    |           |             |
| Greatti 21’ (aut.) Francesconi 41’ | Marcatori | 72’ Greatti |

| Torino 20 settembre 1964 2ª giornata | Juventus                     | 0 – 0 | Cagliari | Stadio Comunale\| Arbitro: \| De Robbio (Torre Annunziata) \| |
| Arbitro:                             | De Robbio (Torre Annunziata) |       |          |                                                               |

| Arbitro: | Campanati (Milano) |

|          |           |             |
| Riva 20’ | Marcatori | 21’ Barison |

| Arbitro: | Righi (Modena) |

|                           |           |             |
| Visentin 49’ Gallardo 88’ | Marcatori | 20’ Vinício |

| Arbitro: | Righetti (Moncalieri) |

|                                     |           |                      |
| Martiradonna 21’ (aut.) Jonsson 33’ | Marcatori | 20’ Greatti 50’ Nené |

| Arbitro: | Grignani (Milano) |

|                        |           |                        |
| Danova 33’ Cordova 46’ | Marcatori | 75’ (aut.) Rambaldelli |

| Arbitro: | Sbardella (Roma) |

|  |           |                      |
|  | Marcatori | 67’ Mazzola 86’ Jair |

| Messina 8 novembre 1964 8ª giornata | Messina                      | 0 – 0 | Cagliari | Stadio Giovanni Celeste\| Arbitro: \| De Robbio (Torre Annunziata) \| |
| Arbitro:                            | De Robbio (Torre Annunziata) |       |          |                                                                       |

| Arbitro: | Rancher (Roma) |

|  |           |                 |
|  | Marcatori | 56’ Magistrelli |

| Arbitro: | Carminati (Milano) |

|            |           |  |
| Petris 90’ | Marcatori |  |

| Arbitro: | Righi (Milano) |

|                        |           |  |
| Orlando 15’ Hamrin 79’ | Marcatori |  |

| Arbitro: | De Marchi (Pordenone) |

|           |           |                |
| Rizzo 58’ | Marcatori | 84’ Traspedini |

| Arbitro: | Grignani (Milano) |

|  |           |            |
|  | Marcatori | 65’ Nocera |

| Arbitro: | Pieroni (Roma) |

|                                          |           |  |
| Hitchens 15’ Ferrini 39’ Meroni 43’, 58’ | Marcatori |  |

| Arbitro: | Lo Bello (Siracusa) |

|            |           |          |
| Zigoni 57’ | Marcatori | 52’ Riva |

| Cagliari 10 gennaio 1965 16ª giornata | Cagliari          | 0 – 0 | Bologna | Stadio Amsicora\| Arbitro: \| D'Agostini (Roma) \| |
| Arbitro:                              | D'Agostini (Roma) |       |         |                                                    |

| Arbitro: | Righetti (Moncalieri) |

|               |           |  |
| Fortunato 48’ | Marcatori |  |

#### Girone di ritorno
| Arbitro: | Carminati (Milano) |

|                       |           |  |
| Cappellaro 73’ (rig.) | Marcatori |  |

| Arbitro: | Lo Bello (Siracusa) |

|          |           |  |
| Riva 50’ | Marcatori |  |

| Arbitro: | De Marchi (Pordenone) |

|              |           |  |
| Da Silva 28’ | Marcatori |  |

| Arbitro: | Politano (Cuneo) |

|             |           |  |
| Vinício 79’ | Marcatori |  |

| Arbitro: | Campanati (Milano) |

|                        |           |             |
| Visentin 36’ Rizzo 55’ | Marcatori | 20’ Ciccolo |

| Arbitro: | D'Agostini (Roma) |

|                   |           |  |
| Nené 23’ Cera 85’ | Marcatori |  |

| Arbitro: | Bernardis (Trieste) |

|                           |           |  |
| Suárez 16’, 26’ Bedin 88’ | Marcatori |  |

| Arbitro: | Francescon (Padova) |

|                         |           |                    |
| Nené 53’ Cappellaro 82’ | Marcatori | 48’ (rig.) Bagatti |

| Arbitro: | Politano (Cuneo) |

|  |           |         |
|  | Marcatori | 7’ Riva |

| Arbitro: | Genel (Trieste) |

|                                          |           |  |
| Martiradonna 43’ Cappellaro 56’ Riva 79’ | Marcatori |  |

| Arbitro: | Roversi (Bologna) |

|           |           |             |
| Rizzo 78’ | Marcatori | 88’ Orlando |

| Arbitro: | Rigato (Mestre) |

|  |           |                       |
|  | Marcatori | 29’ Visentin 88’ Riva |

| Arbitro: | Francescon (Padova) |

|            |           |                           |
| Nocera 55’ | Marcatori | 49’ (rig.) Rizzo 88’ Riva |

| Arbitro: | Carminati (Milano) |

|  |           |            |
|  | Marcatori | 21’ Simoni |

| Arbitro: | Lo Bello (Siracusa) |

|                           |           |           |
| Riva 34’ Rizzo 58’ (rig.) | Marcatori | 12’ Kölbl |

| Arbitro: | Marchiori (Padova) |

|            |           |                         |
| Haller 57’ | Marcatori | 54’, 79’ Nené 73’ Rizzo |

| Arbitro: | Francescon (Padova) |

|                       |           |                 |
| Riva 30’ Visentin 52’ | Marcatori | 40’ (rig.) Mora |

### Coppa Italia
| Arbitro: | Righetti (Torino) |

|                             |           |                                               |
| Mainardi 12’ Mascalaito 87’ | Marcatori | 6’ Greatti 24’ Congiu 43’ Cera 87’ Cappellaro |

| Arbitro: | Marengo (Chiavari) |

|          |           |  |
| Riva 54’ | Marcatori |  |

| Arbitro: | Varazzani (Parma) |

|                                                 |           |  |
| Cappellaro 2’, 82’ Rizzo 23’, 71’ Mazzucchi 75’ | Marcatori |  |

| Arbitro: | Varazzani (Parma) |

|                                                         |           |                         |
| Jair 15’ Corso 39’ Gori 92’, 94’ Suarez 110’ Peirò 116’ | Marcatori | 31’ Rizzo 87’, 99’ Riva |

## Statistiche

### Statistiche di squadra
| Competizione | Punti | In casa | In casa | In casa | In casa | In casa | In casa | In trasferta | In trasferta | In trasferta | In trasferta | In trasferta | In trasferta | Totale | Totale | Totale | Totale | Totale | Totale |
| Competizione | Punti | G       | V       | N       | P       | Gf      | Gs      | G            | V            | N            | P            | Gf           | Gs           | G      | V      | N      | P      | Gf     | Gs     |
| ------------ | ----- | ------- | ------- | ------- | ------- | ------- | ------- | ------------ | ------------ | ------------ | ------------ | ------------ | ------------ | ------ | ------ | ------ | ------ | ------ | ------ |
| Serie A      | 34    | 17      | 9       | 4       | 4       | 20      | 13      | 17           | 4            | 4            | 9            | 13           | 22           | 34     | 13     | 8      | 13     | 33     | 35     |
| Coppa Italia | -     | 2       | 2       | 0       | 0       | 6       | 0       | 2            | 1            | 0            | 1            | 7            | 9            | 4      | 3      | 0      | 1      | 13     | 9      |
| Totale       | 34    | 19      | 11      | 4       | 4       | 26      | 13      | 19           | 5            | 4            | 10           | 20           | 31           | 38     | 16     | 8      | 14     | 46     | 44     |

### Statistiche dei giocatori
N.B.: I cartellini gialli e rossi vennero introdotti a partire dal Campionato mondiale di calcio 1970, mentre i giocatori potevano già essere allontanati dal campo per grave fallo di gioco o condotta violenta. Durante la stagione venne allonato dal campo una sola volta Longo.
| Giocatore       | Serie A  | Serie A | Coppa Italia | Coppa Italia | Totale   | Totale |
| Giocatore       | Presenze | Reti    | Presenze     | Reti         | Presenze | Reti   |
| --------------- | -------- | ------- | ------------ | ------------ | -------- | ------ |
| V. Barbiero     | 0        | 0       | 2            | 0            | 2        | 0      |
| S. Bertola      | 3        | -4      | 2            | 0            | 5        | -4     |
| R. Cappellaro   | 14       | 3       | 3            | 3            | 17       | 6      |
| P. Cera         | 34       | 1       | 3            | 1            | 37       | 2      |
| A. Colombo      | 31       | -31     | 3            | -8           | 34       | -39    |
| A. Congiu       | 1        | 0       | 1            | 1            | 2        | 1      |
| A. Gallardo     | 20       | 2       | 1            | 0            | 21       | 2      |
| R. Greatti      | 31       | 2       | 3            | 1            | 34       | 3      |
| M. Longo        | 32       | 0       | 4            | 0            | 36       | 0      |
| M. Martiradonna | 32       | 1       | 2            | 0            | 34       | 1      |
| E. Mazzucchi    | 5        | 0       | 1            | 1            | 6        | 1      |
| Nenè            | 26       | 5       | 3            | 0            | 29       | 5      |
| C. Niccolai     | 0        | 0       | 1            | 0            | 1        | 0      |
| L. Riva         | 32       | 9       | 3            | 3            | 35       | 12     |
| F. Rizzo        | 20       | 6       | 3            | 3            | 23       | 9      |
| E. Spinosi      | 19       | 0       | 2            | 0            | 21       | 0      |
| M. Tiddia       | 33       | 0       | 2            | 0            | 35       | 0      |
| R. Vescovi      | 13       | 0       | 4            | 0            | 17       | 0      |
| B. Visentin     | 28       | 4       | 3            | 0            | 31       | 4      |